# 赵凤山
赵凤山（1948年—），男，汉族，北京人，中华人民共和国政治人物，中国共产党党员，第十一届全国人民代表大会北京地区代表。

## 生平
赵凤山毕业于中央党校。2008年，当选为全国人大代表。